# 巴卡雷納 (帕拉州)

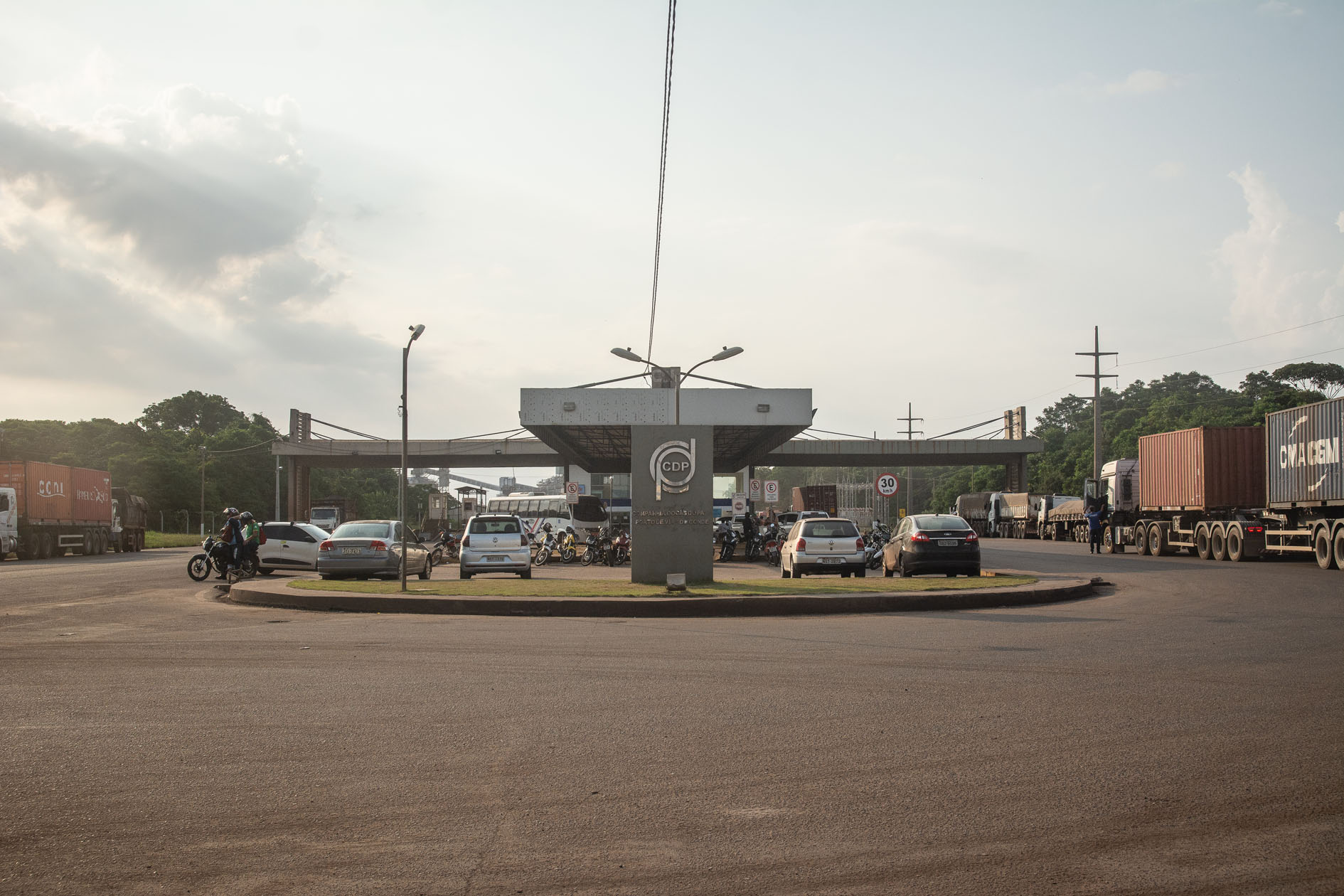
巴卡雷納

巴卡雷納（葡萄牙語：Barcarena），是巴西的城鎮，位於該國北部，由帕拉州負責管轄，始建於1897年5月10日，面積1,310平方公里，海拔高度15米，2013年人口109,975，人口密度每平方公里83.93人。